# Вестерфельд, Скотт
Скотт Дэвид Вестерфельд (Scott David Westerfeld) — американо-австралийский писатель-фантаст, автор книг в жанрах научной фантастики, стимпанка, антиутопии. Родился в Далласе (штат Техас) 5 мая 1963 года.

### Вне серий
- Полиморф (Polymorph, 1997)
- Прекрасная добыча (Fine Prey, 1998)
- Баловень эволюции (Evolution’s Darling, 2000)
- Городской охотник (So Yesterday, 2004)
- Загробные миры (Afterworlds, 2014)

#### Цикл «Последовательность»
Дилогия в жанре космической оперы.
- Возрождённая империя (The Risen Empire, 2003)
- Корабль для уничтожения миров (The Killing of Worlds, 2003)

#### Цикл «Полуночники»
Цикл о людях со сверхъестественными способностями. Первый роман получил национальную австралийскую премию Aurealis. 
- Тайный час (The Secret Hour, 2004)
- Прикосновение Тьмы (Touching Darkness, 2005)
- Черный полдень (Blue Noon, 2006)

#### Цикл «Мятежная»
Цикл романов в жанре антиутопии. Получил премию Американской ассоциации библиотекарей.
- Уродина (Uglies, 2005)
- Красавица (Pretties, 2005)
- Особенная (Specials, 2006)
- Экстра (Extras, 2007)
- Bogus to Bubbly: An Insider’s Guide to the World of Uglies (2008) — энциклопедия мира «Мятежной».
- Манга Shay’s Story (2012)
- " Самозванка" (2019)

#### Цикл «Инферно»
- Армия ночи (Peeps, 2005)
- Последние дни (The Last Days, 2006)

#### Цикл «Левиафан»
Трилогия в жанре стимпанк. Первый роман получил премии журналов Locus и «Мир фантастики» как лучшая юношеская книга.
- Левиафан (Leviathan, 2009)
- Бегемот (Behemoth, 2010)
- Голиаф (Goliath, 2011)
- Пособие по аэронавтике (The Manual of Aeronautics, 2012) — иллюстрированная энциклопедия «Левиафана».

Цикл «Зерои»
Соавторы: Марго Ланаган, Дебора Бианкотти.
- Зерои / Zeroes (2015)
- Рой / Swarm (2016)
- Nexus (2017)